# Kajneus

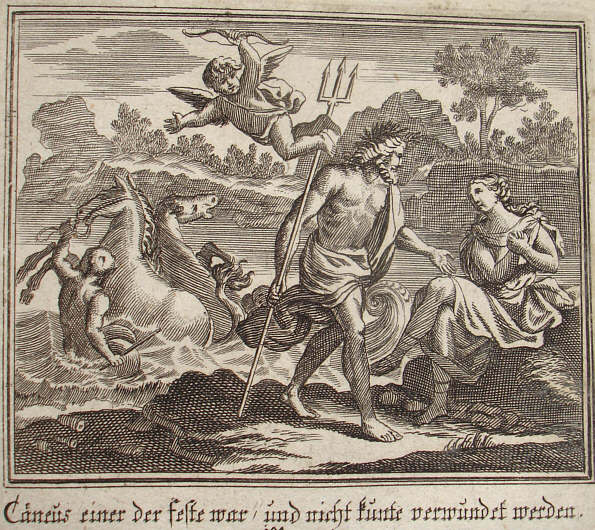
Kajnis i Posejdon

Kajneus (znany również jako Kajnis; gr. Καινεύς Kaineús, łac. Caenis, Caeneus) – w mitologii greckiej dziecko Elatosa, przemienione przez Posejdona z kobiety w mężczyznę, był jednym z Argonautów i wodzem Lapitów.

## Mit
Kajnis była córką Elatosa i Laodike, córki króla Cypru Kinyrasa, a siostrą Ajpytosa, Kyllena, Ischysa, Stymfalosa i Pereusa. Elatos jak wielu herosów arkadyjskich miał jednak swojego tesalskiego sobowtóra, który niewiele się od niego różnił. Z tym właśnie tesalskim Elatosem z Larisy bywa czasem łączona postać Kajnis/Kajneusa. Wedle tej wersji matką Kajnis była Hippe, a braćmi Polifem i również Ischys.
Zostawszy kochanką Posejdona poprosiła go o przemienienie w mężczyznę, którego nie można zranić. Ten spełnił jej prośbę. Kajneus toczył wojny z takim powodzeniem, że niedługo potem Lapici wybrali go na swego króla. Już jako król Lapitów urodził syna Koronosa, którego wiele lat później zabił Herakles podczas walki z Ajgimosem. Imię Kajneusa występuje też w niektórych katalogach Argonautów.
Kajneus wziął udział w centauromachii. Centaury nie mogąc go zabić, zwaliły na niego pnie sosnowe i żywcem pogrzebały. Wedle innej wersji mitu Kajneus zachwycony swą mocą, ustawił pośrodku placu, gdzie zbierali się ludzie, włócznię i kazał jej oddawać cześć boską, jednocześnie zakazując składania ofiary innym bogom. Gdy dowiedział się o tym Zeus, podburzył przeciw niemu centaury. Podczas wesela Pejritoosa napadły one niespodziewanie na Kajneusa, który bez trudu zabił pięciu czy sześciu spośród nich, ponieważ broń odbijała się od jego zaczarowanej skóry nie czyniąc mu krzywdy. Rozwścieczone centaury schwyciły wówczas drewniane drągi i tłukły tak długo Kajneusa po głowie, aż go wbiły w ziemię, po czym przywaliły ją stosem drzewa. Kajneus zmarł uduszony. Po chwili ze stosu wyleciał ptak o rudo upierzonych skrzydłach. Obecny przy tym wieszczek Mopsos, rozpoznał w nim duszę Kajneusa. Kiedy ludzie, którzy przyszli go pochować, odwalili drzewo, ujrzeli znowi ciało kobiety. Według innych Kajneus został przemieniony we flaminga, ptaka o lśniących skrzydłach.

## Jego znaczenie

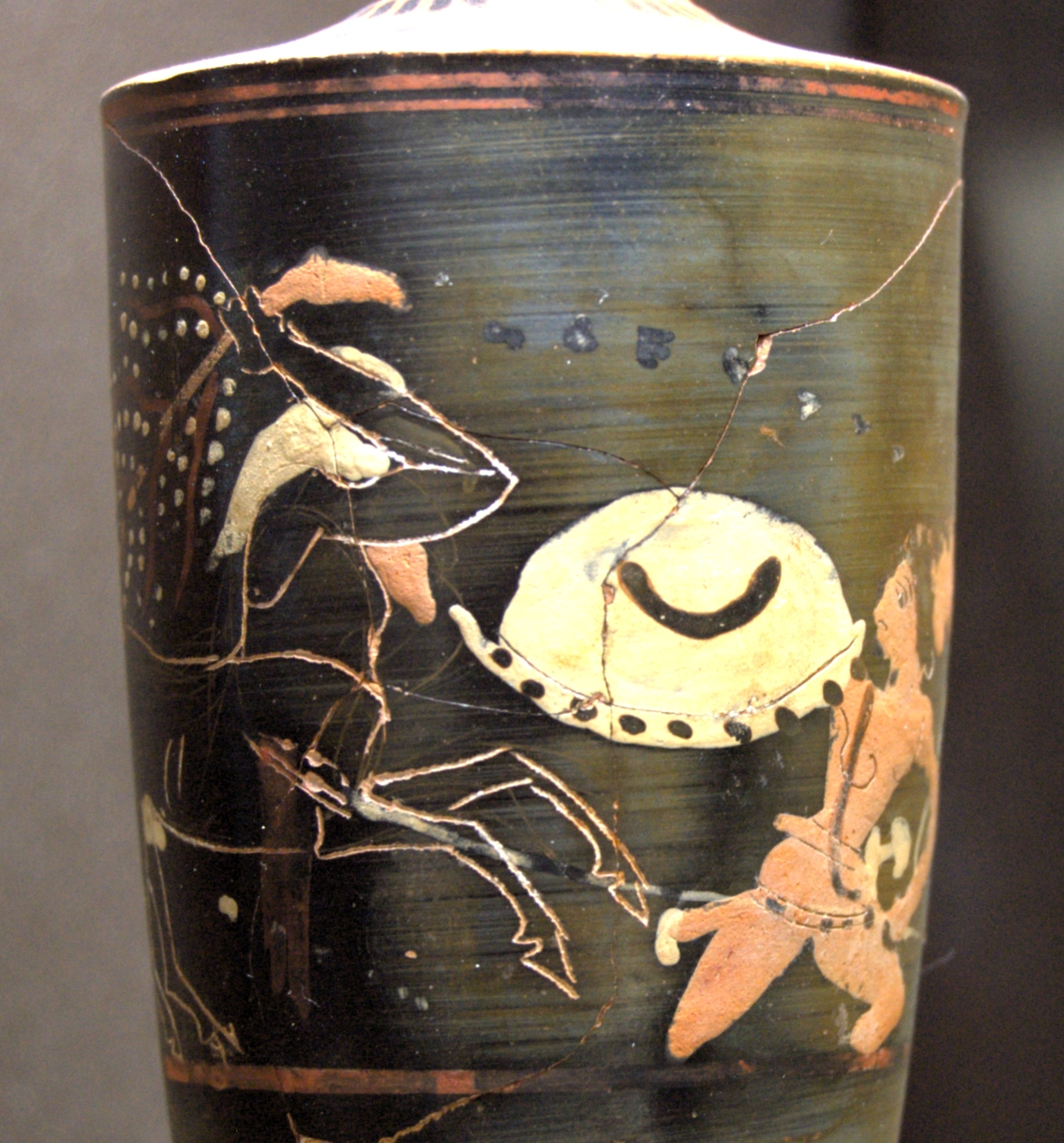
Centaur okładający Kajneusa. Lekyt attycki 500-490 p.n.e.

Z faktu, że żyjący w Arkadii bożek Pan próbował kiedyś zgwałcić dziewiczą Pitys, która umknęła mu zamieniając się w jodłę (elate) R. Graves wysuwa przypuszczenie, że Pitys-Elate (zwana również Kajnis) mogła być pierwotnie boginią jodły, a przekształcenie się Kajnis w Kajneusa pociągnęło za sobą przekształcenie Elate w Elatosa.
Epizod z nakazaniem oddawania czci włóczni oraz zakazem składania ofiar innym bogom może wskazywać na narzucenie Lapitom zwierzchnictwa przez zwycięskich Hellenów. Włócznia mogła być symbolem czci składanej bogini Kajnis lub Elate („jodły”), której świętym drzewem była jodła. Echem kolejnego najazdu, Eolów z Jolkos sprzymierzonych z centaurami, jest centauromachia. Zwycięscy Eolowie poddali Lapitów swemu bogu Posejdonowi. Pozwolili im jednak zachować prawa plemienne. Kobieta-wódz klanu mogła nadal sprawować swą władzę, musiała tylko, podobnie jak w Argos, przybierać męskie atrybuty, by potwierdzić swoje prawa do występowania w charakterze przywódcy plemienia. W ten sposób Kajnis została Kajneusem.
Wątek centaurów tłukących Kajneusa po głowie odnosi się do obrzędu, utrwalonego również w malarstwie czarnofigurowym, w którym mężczyźni tłukli po głowie Matkę-Ziemię, aby wypuściła Korę, personifikację Nowego Roku. „Kajnis” znaczy „nowa”. Odkrycie ciała kobiety pozostałego po poległym wodzu przypomina albański zwyczaj wyruszania dziewcząt na wojnę w męskim stroju. Dopiero po śmierci odkrywano, że poległy wojownik był kobietą.

## Rodowód
Kajneus pochodził od Arkasa, syna Zeusa i Kallisto.